# 359 (číslo)
Tři sta padesát devět je přirozené číslo, které následuje po čísle tři sta padesát osm a předchází číslu tři sta šedesát. Římskými číslicemi se zapisuje CCCLIX a řeckými číslicemi τνθ.

## Matematika
359 je:
- Prvočíslo Sophie Germainové
- Nešťastné číslo
- Nepříznivé číslo

## Astronomie
- (359) Georgia je planetka hlavního pásu, kterou objevil v roce 1893 Auguste Charlois

## Doprava
- Silnice II/359 je česká silnice II. třídy vedoucí na trase Zderaz – Proseč – Dolní Újezd – Litomyšl[1]

## Komunikace
- +359 je mezinárodní telefonní předvolba Bulharska

## Roky
- 359
- 359 př. n. l.